# White Watson

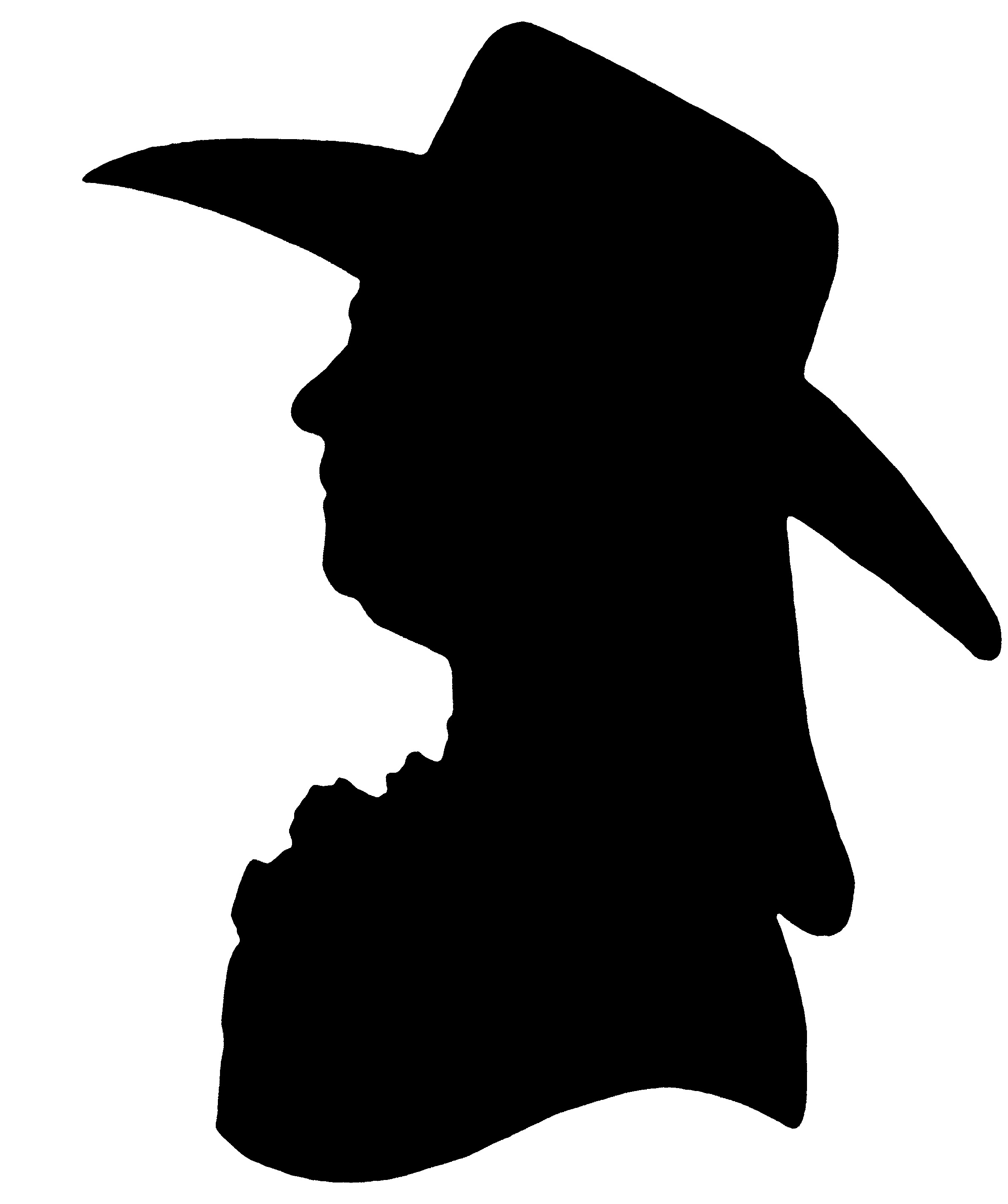
Självporträtt i silhuett

 White Watson född 1760, död 1836, var en brittisk geolog och konstnär. Han var ursprungligen en stenhuggare, som blev intresserad av geologi och stratigrafi efter att ha läst böcker av John Whitehurst. Han illustrerade Whitehurst undersökningar av jordytans skikt med stentabeller, som han konstruerade av olika stenar. Några av hans tabeller finns i Derby Museum and Art Gallery.

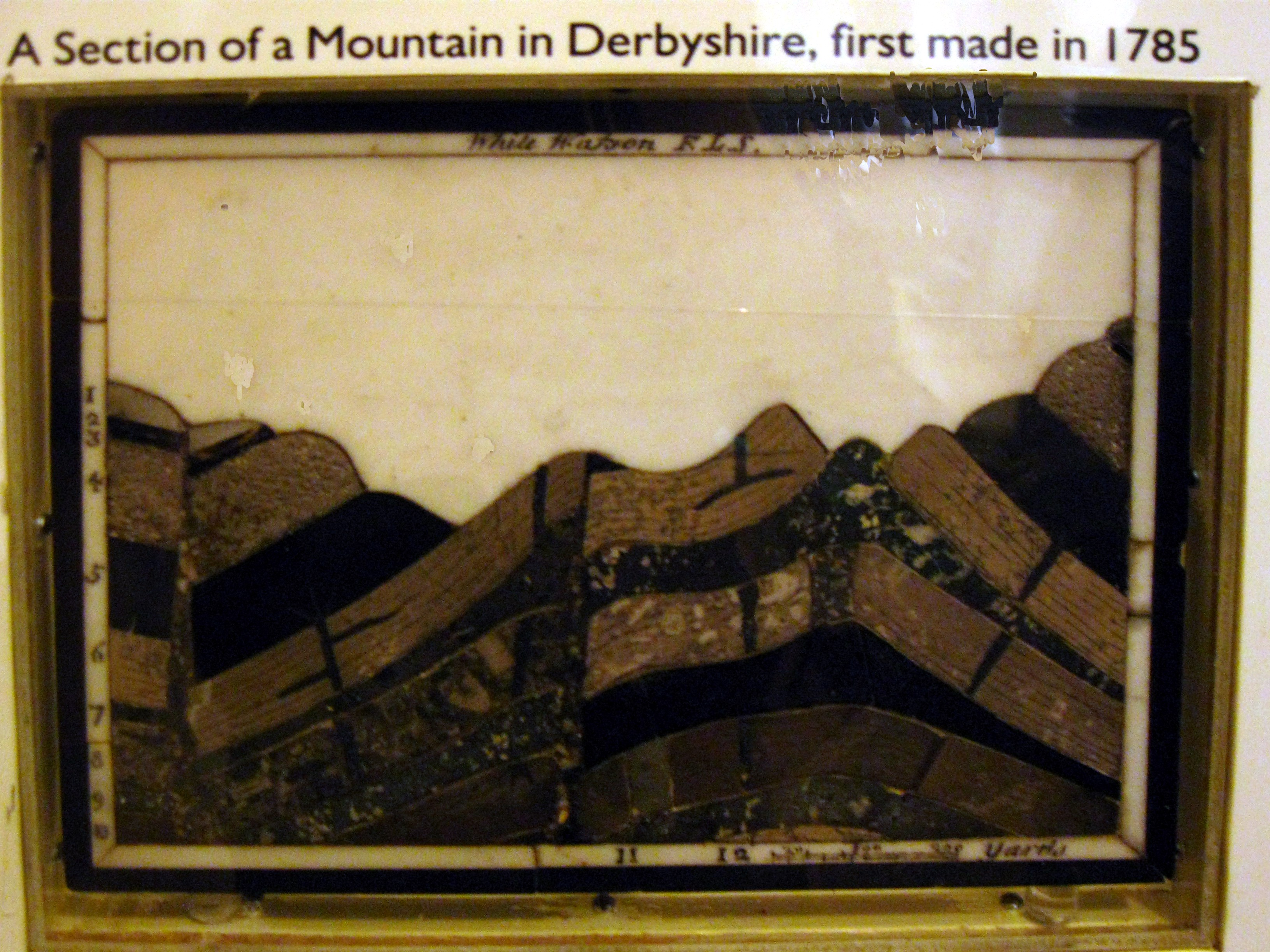
A section of mountain in Derbyshire, 1785

Watson hade en liten utställningsrum och butik i sin hemstad Bakewell. Han sålde prynadsvaror av marmor och Derbyshiremineral. Så småningom samlade han ett urval av geologisk litteratur. Han lärde sig också på sina egna utflykter och genom att tala med arbetare i gruvor.